# Kasama, Japonia

Kasama (笠間市 Kasama-shi?) este un municipiu din Japonia, prefectura Ibaraki.